# Revillagigedo (wyspa)
Revillagigedo – wyspa w Stanach Zjednoczonych o powierzchni 2754,84 km², położona na Oceanie Spokojnym, w Archipelagu Aleksandra, administracyjnie w południowej części stanu Alaska.
Wyspa jest oddzielona od stałego lądu przez Kanał Behma, od Wyspy Księcia Walii przez Cieśninę Clarence'a, a od Annette Island przez Kanał Revillagigedo. Jest 12. pod względem wielkości wyspą USA i 166. na świecie.
Revillagigedo była w XVIII wieku badana przez Brytyjczyków, Hiszpanów i Rosjan, a nazwa pochodzi od Juan Vicente de Güemes Padilla Horcasitas y Aguayo, hrabiego Revillagigedo i wicekróla Meksyku.
Jedynymi miastami na wyspie są Ketchikan i Saxman.
Wśród mieszkańców wyspy używana jest nazwa Revilla.